# NGC 2691
NGC 2691 ist eine aktive Spiralgalaxie vom Hubble-Typ Sa mit hoher Sternentstehungsrate im Sternbild Luchs am Nordsternhimmel. Sie ist schätzungsweise 179 Millionen Lichtjahre von der Milchstraße entfernt und hat einen Durchmesser von etwa 45.000 Lichtjahren.

Im selben Himmelsareal befindet sich u. a. die Galaxie NGC 2704.
Die Typ-Ia-Supernova SN 2011hr wurde hier beobachtet.
Das Objekt wurde am 20. März 1787 von Wilhelm Herschel entdeckt.